# Sidney Rittenberg
Sidney Rittenberg (14 août 1921 - 24 août 2019) est un journaliste américain. Il a vécu en Chine de 1944 à 1980 et travaillé en étroite collaboration avec les dirigeants du Parti communiste chinois, dont Mao Zedong, Zhu De, Zhou Enlai. Victime de purges politiques, il est emprisonné à deux reprises, au total pendant plus de 16 ans.

## Biographie
Sidney Rittenberg est né dans une famille juive de la classe moyenne américaine à Charleston, en Caroline du Sud. C’est un ancien militaire et linguiste américain. Après la Seconde Guerre mondiale, il rejoint la Chine où il devient un proche des dirigeants communistes.
Connu en Chine sous le nom de Li Dunbai, il travaille comme traducteur et assure la propagande du Parti communiste en langue anglaise. Il traduit notamment les discours et les livres de Mao Zedong, dont le Petit Livre rouge.
Il est emprisonné de 1949 à 1955, quand Joseph Staline demande à Mao de le faire arrêter car il le soupçonne d’être un espion à la solde des Américains. Rittenberg évoque son emprisonnement ainsi : « Tu es censé être cassé et te confesser. J’étais cassé, mais je n’avais rien à confesser, alors c’était un peu bizarre. »
Il est de nouveau emprisonné pendant la Révolution culturelle de 1967 à 1977, sur ordre de Jiang Qing, la femme de Mao Zedong, jalouse de sa notoriété.
En 1980, il revient vivre aux États-Unis avec son épouse, Wang Yulin, avec qui il s'est marié en 1956, et ses quatre enfants. Il devient alors un intermédiaire au service des grandes entreprises américaines cherchant à faire des affaires en Chine. Par ailleurs il continue à se rendre régulièrement à Pékin y intervenant comme conseiller auprès des responsables chinois.

En 1993, il publie son autobiographie, The Man Who Stayed Behind. Rittenberg y explique avoir 

« pris le chemin du communisme avec l’espoir de créer un monde neuf et meilleur (…) mais en même temps, je veux peindre un tableau clair du mal qui a suivi. Je l’ai vu, j’ai vécu avec lui. Dans certains cas — à ma grande honte et je le regrette aujourd’hui — j’ai participé à ce mal. »

## Publication
- The Man Who Stayed Behind, avec Amanda Bennett. New York : Simon & Schuster, 1993[10]

## Filmographie
- The Revolutionary, produit par Stourwater Pictures en association avec Irv Drasnin[11].

## Au théâtre
- 2022 : Adieu la mélancolie, d'après le « poème document » de Luo Ying Le Gène du garde rouge. Souvenirs de la Révolution culturelle, adaptation de Pascale Ferran, mise en scène de Roland Auzet[12]